# DC Cupcakes
DC Cupcakes is een Amerikaans reality-televisieprogramma over de twee zussen en zakenpartners Sophie LaMontagne en Katherine Kallinis en hun bakkerij Georgetown Cupcake in Washington D.C.
De serie werd voor het eerst uitgezonden op TLC in de Verenigde Staten op 16 juli 2010 en had 1.1 miljoen kijkers.  Het tweede seizoen van de serie werd uitgezonden vanaf 25 februari 2011.

## Afleveringen
| Seizoen | Seizoen | Afleveringen | Eerste aflevering | Laatste aflevering |
| ------- | ------- | ------------ | ----------------- | ------------------ |
|         | 1       | 6            | 16 juli 2010      | 30 juli 2010       |
|         | 2       | 17           | 25 februari 2011  | 8 juni 2012        |
|         | 3       | 24           | 6 juli 2012       | NTB                |

### Seizoen 1
| Aflevering | Totaal | Titel          | Uitzenddatum |  |
| ---------- | ------ | -------------- | ------------ |  |
| 1          | 1      | Mardi Gras     | 16 juli 2010 |  |
| 2          | 2      | Roller Girls   | 16 juli 2010 |  |
| 3          | 3      | Pupcakes       | 23 juli 2010 |  |
| 4          | 4      | Wedding Recipe | 23 juli 2010 |  |
| 5          | 5      | Greek Festival | 30 juli 2010 |  |
| 6          | 6      | Fire House     | 30 juli 2010 |  |

### Seizoen 2
| Aflevering | Totaal | Titel                            | Uitzenddatum     |  |
| ---------- | ------ | -------------------------------- | ---------------- |  |
| 1          | 7      | Sweet Sixteen                    | 25 februari 2011 |  |
| 2          | 8      | Gorilla Birthday                 | 25 februari 2011 |  |
| 3          | 9      | Shoe-in                          | 4 maart 2011     |  |
| 4          | 10     | Operation Cupcake                | 4 maart 2011     |  |
| 5          | 11     | Cupcake Jackpot                  | 11 maart 2011    |  |
| 6          | 12     | Happy Anniversary                | 11 maart 2011    |  |
| 7          | 13     | Fashion Victims                  | 18 maart 2011    |  |
| 8          | 14     | Think Pink                       | 25 maart 2011    |  |
| 9          | 15     | So You Think You Can Lion Dance? | 1 april 2011     |  |
| 10         | 16     | Cookie College                   | 1 april 2011     |  |
| 11         | 17     | Tattoo Twosome                   | 8 april 2011     |  |
| 12         | 18     | Katherine's Surprise             | 8 april 2011     |  |
| 13         | 19     | My Sweet Wedding                 | 11 november 2011 |  |
| 14         | 20     | Nutcracker Sweet                 | 2 december 2011  |  |
| 15         | 21     | One Ton Cupcake                  | 16 januari 2012  |  |
| 16         | 22     | Mommy's Birthday Surprise        | 4 mei 2012       |  |
| 17         | 23     | NTB                              | 8 juni 2012      |  |

### Seizoen 3
| Aflevering | Totaal | Titel                                                 | Uitzenddatum |  |
| ---------- | ------ | ----------------------------------------------------- | ------------ |  |
| 1          | 24     | Expanding to SoHo                                     | 6 juli 2012  |  |
| 2          | 25     | Locating A Businiess                                  | 6 juli 2012  |  |
| 3          | 26     | Business Deals, Cupcakes For Meals, and Possible Veal | 30 juli 2012 |  |